# Jacob de Boer
Jacob de Boer (* 1955) ist ein niederländischer Professor für Umweltchemie und -toxikologie an der Vrije Universiteit Amsterdam. Er leitet dort die Abteilung Chemie und Biologie des Instituts für Umweltstudien mit einer Forschungsgruppe von ca. 25 Wissenschaftlern. De Boer beschäftigt sich seit vielen Jahren mit der Umweltverschmutzung durch persistente organische Schadstoffe (POP) wie polychlorierte Biphenyle (PCB), per- und polyfluorierte Alkylverbindungen (PFAS) und Flammschutzmittel.
Von 1974 bis 2005 war er am Netherlands Institute for Fisheries Research (RIVO) tätig; zuerst als Labortechniker, zum Schluss als Leiter der Abteilung Umwelt und Lebensmittelsicherheit. 1975 machte er den Bachelor in Analytischer Chemie in Haarlem. Seine Dissertation zum Thema Analysis and biomonitoring of complex mixtures of persistent halogenated micro-contaminants schloss er erst zwanzig Jahre später, 1995, an der Vrije Universiteit Amsterdam bei Udo A. Th. Brinkman ab. Von 2005 bis 2026 war er Professor für Analytische Umweltchemie an der Universität Wageningen. Anschließend wechselte er an die Vrije Universiteit Amsterdam.
Er hat über 170 wissenschaftliche Artikel veröffentlicht. Sein h-Index beträgt 80.
De Boer ist Mitherausgeber der Fachzeitschrift Chemosphere.

## Fachbücher
- Jacob de Boer (Hrsg.): Chlorinated paraffins (= The Handbook of Environmental Chemistry). Springer, Heidelberg 2010, ISBN 978-3-642-10761-0.
- Jacob de Boer: Brominated Flame Retardants in the Environment. In: Ali Müfit Bahadir, Gheorghe Duca (Hrsg.): The Role of Ecological Chemistry in Pollution Research and Sustainable Development. Springer Netherlands, Dordrecht 2009, ISBN 978-90-481-2901-0, S. 3–14, doi:10.1007/978-90-481-2903-4_1.
- J. de Boer, P. G. Wester, A. van der Horst, P. E. G. Leonards: Polybrominated diphenyl ethers in the Netherlands: Occurrence and indicative estrogenic potency. In: André Dirk Vethaak, Saskia Marca Schrap, Pim de Voogt (Hrsg.): Estrogens and xenoestrogens in the aquatic environment: an integrated approach for field monitoring and effect assessment. Society of Environmental Toxicology and Chemistry, Pensacola 2006, ISBN 978-1-880611-85-2, S. 101–120.
- J. de Boer: The use of GC-MS and LC-MS in the environmental monitoring of brominated flame retardants. In: Richard M. Caprioli, Michael L. Gross, Wilfried M. A. Niessen (Hrsg.): Hyphenated Methods (= The Encyclopedia of Mass Spectrometry). 1. Auflage. Band 8. Elsevier, Amsterdam 2006, ISBN 0-08-043847-4.